# Druzhba
Druzhba (tiếng Ukraina: Дружба) là một thành phố của Ukraina. Thành phố này thuộc tỉnh Sumy. Thành phố này có diện tích ? km2, dân số theo điều tra dân số năm 2001 là 5726 người.